# Международная ассоциация по защите свободы слова
Международная ассоциация по защите свободы слова (IFEX) — независимая организация, занимающаяся защитой свободы слова.
IFEX была основана в 1992 году в Монреале. Одним из основателей Международной ассоциации по защите свободы слова является Комитет защиты журналистов.
IFEX состоит из 71 организаций, которые следят за состоянием свободы слова, и направляют собираемую ими информацию отдельным лицам и организациям во всём мире.

## Члены IFEX
Неполный список действующих членов IFEX:
- Всемирная газетная ассоциация
- Adil Soz (Международный фонд защиты свободы слова) (Казахстан)
- Фонд защиты гласности (Россия)
- African Free Media Foundation (Кения)
- Algerian Centre for the Defence of Press Freedom (Алжир)
- Alliance of Independent Journalists (Индонезия)
- ARTICLE 19 (Великобритания)
- Arab Archives Institute (Иордан)
- Arabic Network for Human Rights Information (HRinfo.net) (Египет)
- Association of Independent Electronic Media (Сербия и Черногория)
- Cairo Institute for Human Rights Studies (Египет)
- Canadian Journalists for Free Expression (Канада)
- Cartoonists Rights Network (США)
- Center for Human Rights and Democratic Studies (Непал)
- Center for Media Freedom and Responsibility (Филиппины)
- Center For Media Studies & Peace Building Архивная копия от 22 февраля 2007 на Wayback Machine (Либерия)
- Center for Informative Reports on Guatemala (CERIGUA) (Гватемала)
- Center for Social Communication (Мексика)
- Committee to Protect Journalists (США)
- Institute of Mass Information (Украина)
- Egyptian Organization for Human Rights Архивная копия от 26 января 2007 на Wayback Machine (Египет)
- Ethiopian Free Press Journalists' Association (Эфиопия)
- Federation of Nepalese Journalists (Непал)
- Federation of Quebec Journalists (Канада)
- Freedom House (США)
- Freedom of Expression Institute Архивная копия от 18 августа 2019 на Wayback Machine (ЮАР)
- Foundation for Press Freedom (Колумбия)
- Free Media Movement Архивная копия от 9 августа 2018 на Wayback Machine (Шри-Ланка)
- Globe International (Монголия)
- Greek Helsinki Monitor (Греция)
- Guatemalan Association of Journalists — Press Freedom Committee (Гватемала)
- Hong Kong Journalists Association (Гонконг/Китай)
- Human Rights Watch (США)
- Центр независимой журналистики (Молдавия)
- Independent Journalism Centre (Нигерия)
- Index on Censorship (Великобритания)
- Institute for Press and Society (Перу)
- Institute for the Studies on Free Flow of Information (Индонезия)
- Inter American Press Association (США)
- International Federation of Journalists (Бельгия)
- International PEN — Writers in Prison Committee (Великобритания)
- International Press Institute (Австрия)
- International Publishers Association (Швейцария)
- IPS Communication Foundation (BIANET) (Турция)
- Journalist in Danger (Конго)
- Journalists' Trade Union (Азербайджан)
- Media, Entertainment and Arts Alliance (Австралия)
- Media Foundation for West Africa (Гана)
- Media Institute (Кения)
- Media Institute for Southern Africa (Намибия)
- Media Rights Agenda (Нигерия)
- Media Watch (Бангладеш)
- Netherlands Association of Journalists (Нидерланды)
- Norwegian PEN (Норвегия)
- Observatory for the Freedom of Press, Publishing and Creation in Tunisia (Тунис)
- Pacific Islands News Association (Фиджи)
- Pakistan Press Foundation (Пакистан)
- Paraguayan Union of Journalists (Парагвай)
- PEN American Center (США)
- PEN Canada (Канада)
- PROBIDAD (Эль-Сальвадор)
- Reporters Without Borders (Франция)
- Southeast Asian Press Alliance (Таиланд)
- South-East European Network for the Professionalization of the Media (Румыния)
- Thai Journalists Association (Таиланд)
- West African Journalists Association (Сенегал)
- World Association of Community Radio Broadcasters (AMARC) (Канада)
- World Association of Newspapers (Франция)
- World Press Freedom Committee (США)

Бывшие члены:
- Центр экстремальной журналистики (Россия) — прекратил работу[1]

## См. Также
- Интернет-цензура